# Balaenoptera brydei
Balaenoptera brydei (Смугач Брайда) — вид ссавців з родини Смугачеві (Balaenopteridae), підряду китовидих, або «вусатих китів» (Mysticeti).

## Опис
За забарвленням, статурою і формі черепа дуже нагадує сейвала, але в середньому на 1-1,5 м менший за нього і стрункіший. Довжина найбільших самиць досягає 15 м, а самців 14,3 м. Статева зрілість настає в 5-6 років, при довжині тіла самців 11,9 м і самиць 12,2 м. На відміну від сейвала піднебіння смугача Брайда в 2-3 рази ширше, смуги на череві досягають пупка або продовжуються за нього, а середня смуга проходить до сечостатевої щілини. На голові зверху помітні 3 поздовжніх гребеня: 1 середній і 2 бічних, що сходяться до кінця морди. Ектопаразити — ракоподібні (пенелли) і міксини, викликають гнійні ранки до 10 см завдовжки і 2-4 см глибиною, які загоюються при весняної міграції.
Відмінні риси:
- 3 паралельних гребеня на голові
- опуклий, серпоподібний спинний плавець
- шкіра може бути плямистою
- темна верхня частина тіла
- високий, тонкий, туманний фонтан
- ймовірно згинає основі хвоста перед зануренням
- плавники рідко видно над поверхнею
- нерегулярна послідовність занурення
- пластини китового вуса темно-сірі, 250—280 в кожному ряду, 20-25 см заввишки, не в'ється, більш грубий і вдвічі товстіший, ніж у сейвала.
- вага новонародженого — 900 кг.
- вага дорослого — 12-20 тонн.
- довжина новонародженого — 3,4-4 м.
- довжина дорослого — 11,5-15 м.

## Спосіб життя
Зустрічається близько берега або у відкритому морі. Живе групами до 30 особин у місцях годування. Зрідка проявляє допитливість і наближається до човнів, кружляє навколо них або пливе пліч-о-пліч. Іноді катається на хвилях. Під час живлення для нього типово робити раптові зміни напрямку руху, як під водою так і на поверхні; за стилем плавання він зазвичай справляє враження швидше великого дельфіна, ніж кита. Послідовність дихання рідко регулярне, але в середньому від 4 до 7 вдихів перед наступним зануренням до 8 хв (передбачається, що зазвичай менше ніж на 2 хв); однак, здатний залишатися під водою набагато довше. При піднятті на поверхню між короткими зануреннями рідко показується більше, ніж вершина голови, однак, спина і спинний плавник зазвичай видно перед тривалим зануренням.

### Живлення
Живиться цілий рік. Основу раціону становлять стадні риби: оселедець, макрель, анчоус, сардини, іноді дрібні стадні акули до 90 см завдовжки, а також еуфаузієві та веслоногі раки. За рибою цей кит полює і близько, і далеко від берегів.

## Поширення
Це найтеплолюбніший смугач, живе в теплому поясі Світового океану (між 40° пн.ш. і 40° пд.ш.), де температура води не опускається нижче 20 °С: у водах Нижньої Каліфорнії, Еквадору, о-ів Огасавара, Індонезії, Бірми, Західної Австралії, Південної Африки (Дурбан, Салданова затока), Анголи, Конго, Екваторіальної Африки, Вест-Індії та Бразилії. Різко виражена шарувата структура вушних пробок свідчить про сезонні міграції цього кита, але вони вивчені слабко .